# Trypanocentra longicornis
Trypanocentra longicornis är en tvåvingeart som beskrevs av Hardy 1986. Trypanocentra longicornis ingår i släktet Trypanocentra och familjen borrflugor. Inga underarter finns listade i Catalogue of Life.